# Климачев, Михаил Иванович
Михаил Иванович Климачев (5 декабря 1914, Ростов-на-Дону, Российская империя — 1996, Ростов-на-Дону, Российская Федерация) — советский спортсмен и тренер (греко-римская борьба); мастер спорта СССР (1938), заслуженный тренер СССР (1957).

## Биография
Родился 5 декабря 1914 года в Ростове-на-Дону. Борьбой Михаил начал заниматься в 1933 году. Одним из его тренеров был А. И. Гамбаров
На чемпионатах СССР Михаил Климачев выступал 9 раз, представляя Ростов-на-Дону в рядах спортивных обществ «Спартак» (1938, 1940), Вооружённые силы (1945—1947), «Динамо» (1948—1952). Был чемпионом СССР 1946 года, 2-й призёр в 1938 году, 3-й призёр в 1948, 1950 и 1952 годах; выступал в разных весовых категориях (52 и 57 кг). В 1946 году его с победой поздравлял выдающийся борец Иван Поддубный.
Как тренер М. И. Климачев подготовил заслуженного мастера спорта, чемпиона СССР и мира В. Сташкевича; мастера спорта, чемпиона СССР — Е. Пожидаева, мастеров спорта международного класса — И. Кочергина и И. Ростовцева.
Участник Великой Отечественной войны.
Был женат — с женой Юлией воспитал трех сыновей и пятерых дочерей.

## Память

Памятная доска в Ростове-на-Дону

- В Ростове-на-Дону на доме по ул. Большой Садовой, где жил М. И. Климачев, ему установлена мемориальная доска.[3][4]
- В 2014 году в Ростове было проведено первенство города по греко-римской борьбе среди юношей 2000—2001 г.р., посвященное 100-летию со дня рождения заслуженного тренера СССР Михаила Ивановича Климачева.[5]

## Награды
- Медаль «За трудовую доблесть» (27.04.1957) — «за успехи, достигнутые в деле развития массового физкультурного движения в стране, повышения мастерства советских спортсменов, и успешное выступление на международных соревнованиях»